# ديميتري يفريموف
ديميتري يفريموف هو لاعب كرة قدم روسي في مركز الوسط، ولد في 2 يونيو 1991. لعب مع توم تومسك.

## وصلات خارجية
- ديميتري يفريموف على موقع Soccerway.com (الإنجليزية)